# بر شانه‌های غول
بر شانه‌های غول: آثار بزرگ در فیزیک و اخترشناسی (انگلیسی: On the Shoulders of Giants: The Great Works of Physics and Astronomy) کتابی است تلفیقی از متون علمی ویرایش‌شده و با تفسیر فیزیکدان نظری استیون هاوکینگ که در سال ۲۰۰۲ توسط Running Press منتشر شد. محتوای این کتاب حاصل متون و کتاب‌های علمی از دانشمندی چون نیکلاس کوپرنیک (از کتاب درباره گردش افلاک آسمانی)، آیزاک نیوتن (از اصول ریاضی فلسفه طبیعی)، یوهانس کپلر، گالیلئو گالیله و آلبرت اینشتین می‌باشد که توسط استیون هاوکینگ گردآوری، تلفیق و تفسیر شده‌است.
قسمت‌هایی از این کتاب در دو جلد «بر شانه‌های غول؛ مباحثات علمی گالیلئو گالیله» و «بر شانه‌های غول؛ مباحثات علمی یوهانس کپلر پیرامون هماهنگی جهان» توسط مریم توفیقی و مائده فضل علی‌زاده به زبان فارسی ترجمه و توسط انتشارات سبزان منتشر شده‌است.